# Hagen Müller
Hagen Müller (* 17. November 1944 in Posen) ist ein deutscher Gewerkschaftsfunktionär und Politiker. Für die SPD gehörte er dem nordrhein-westfälischen Landtag an.

## Leben und Beruf
Nach dem Besuch der Volksschule absolvierte er eine Ausbildung zum Postbeamten und war anschließend in diesem Beruf tätig. Von 1979 bis 1992 war er Mitglied des Personalrates beim Postamt Iserlohn, davon zwei Jahre Vorsitzender.
Der SPD trat er 1972 bei. Er ist in zahlreichen Gremien der Partei tätig, beispielsweise als Vorsitzender des SPD-Stadtverbandes Menden (Sauerland). Er ist außerdem seit 1959 Mitglied der Postgewerkschaft (seit 2001 Teil von ver.di) und Mitglied der Arbeiterwohlfahrt.

## Abgeordneter
Vom 30. Mai 1985 bis zum 30. Mai 1990 und vom 5. März 1992 bis zum 31. Mai 1995 war Müller Mitglied des Landtags des Landes Nordrhein-Westfalen. Er wurde im Wahlkreis 151 Märkischer Kreis IV direkt gewählt und verdrängte damit Hermann-Josef Geismann. In der elften Wahlperiode rückte er erst nach einem Urteil des Verfassungsgerichtshofes nach, nachdem der Abgeordneten Petra Böckelmann (CDU) das Mandat wegen falscher Stimmenauszählung entzogen worden war.
Dem Stadtrat der Stadt Menden (Sauerland) gehörte er seit 1975 an.